# Wiesenlacke
Die Wiesenlacke ist ein großer seichter Tümpel im Toten Gebirge in der Steiermark, Österreich. Der Tümpel liegt auf einer Höhe von 1830 m ü. A. am Nordfuß des Wildgößl und hat eine Fläche von 0,12 Hektar. Der Tümpel hat eine maximale Tiefe von 30 cm, wobei der Wasserstand jahreszeitlich stark schwankt. Der Tümpel hat weder Zu- noch Abfluss. Die Wiesenlacke liegt auf der sogenannten Großen Wies, wo im Sommer Rinder aufgetrieben werden. So ist die Lacke durch flächendeckenden Betritt und Eutrophierung beeinträchtigt. Im Gewässer wachsen großflächig Algenpolster und der Haarblättrige Wasserhahnenfuß.